# Melitus Mugabe Were
Melitus Mugabe Were (9 agosto 1968 – Nairobi, 29 gennaio 2008) è stato un politico keniano, membro del Movimento Democratico Arancione (ODM - Orange Democratic Movement), il partito di opposizione guidato da Raila Odinga nelle elezioni generali del Kenya del 2007.

## Biografia
Di origine Luhya, Melitus Were è cresciuto e ha trascorso la sua adolescenza a Dandora, una baraccopoli di Nairobi sul bordo di quello che è considerata la più grande discarica dell'Africa (1 ° 14 '52 "S 36 ° 53 '50 "E).
Con i Missionari Comboniani, ha frequentato la scuola secondaria nel Kiserian Seminary di Nairobi.
Nel 1988, ha aiutato i missionari del National Catholic Youth Center Ruaraka, una vicina baraccopoli di Dandora, prima di partire per l'Italia, dove ha studiato scienze sociali presso la Pontificia Università Gregoriana di Roma.
Alcuni anni dopo ha sposato l'italiana Maria Palma da cui ha avuto due figli.
Successivamente è tornato nel suo paese di origine dove assieme ad altri keniani ha fondato la DEEDNET una associazione per lo sviluppo delle categorie più disagiate.

## Carriera politica
Membro del partito politico Liberal Democratic Party nel 2002 è stato eletto consigliere nel consiglio comunale di Nairobi.
Quando, nel marzo 2006, Raila Odinga ha creato l'ODM ne è diventato membro e si è candidato come deputato nelle elezioni parlamentari del 2007.
Il 27 dicembre 2007 è stato eletto rappresentante della circoscrizione di Embakasi (Nairobi Area). Successivamente contestate dal presidente uscente Mwai Kibaki le elezioni hanno portato ai noti disordini e scontri tribali proseguiti per alcuni mesi successivi e culminati in vere e proprie guerriglie urbane con un cospicuo numero di vittime.
Voce moderata e diplomatica tentava in quei giorni di ricucire le file della politica dello stato messe in crisi dalla contestata rielezione di Kibaki facendo la spola tra i leader dei diversi gruppi politici e attivandosi per organizzare una marcia per la pace fino a poco prima della sua morte.

## L'assassinio
La notte tra il 28 e il 29 gennaio 2008 (poco dopo la mezzanotte secondo le testimonianze), è stato violentemente estratto dalla sua auto da due uomini e ferito a morte con alcuni colpi di pistola davanti alla sua casa a Woodley (sobborgo di Nairobi adiacente Kibera).
È morto durante il trasporto in ospedale.
Nei giorni successivi i sostenitori del deputato ucciso manifestarono la loro rabbia in una escalation di violenza e di vendette incrociate.
Melitus Were è stato sepolto a Usengi sul lago Vittoria città natale della madre il 14 febbraio 2008.
Nell'agosto del 2008, cinque indagati, tra cui il presunto assassino, James Omondi Odera alias Castro sono stati arrestati.

## La vita privata
Melitus Were era bigamo (come consentito dalle leggi costituzionali del Kenya).
La sua prima moglie fu Maria Palma, italiana con cui ha avuto due figli e la seconda fu Agnes Wairimu, keniana di origine Kikuyu da cui ha avuto una figlia.

## Le attività di cooperazione
Fu molto attivo nel suo paese di origine dove ha guidato e gestito diverse associazioni di cooperazione e sviluppo a Dandora:
- ha fondato e diretto, su idea di Rodolfo Covitti - Presidente dell'Associazione MondoAzzurro ONLUS di Lecce, cofondatore e unico finanziatore - la casa famiglia "Villa Teag Children's Home di MondoAzzurro", un orfanotrofio per 60 bambini interni e scuola per 50 bambini esterni;
- ha costruito alcuni ponti all'interno delle bidonville di Nairobi per il collegamento dei quartieri;
- ha costituito una associazione sportiva per ragazzi e ha costruito un campo di calcio con tribune nell'area di Dandora;
- ha costituito un'associazione di autoproduzione e sviluppo di attività artigianali per le donne in difficoltà;
- ha costruito una casa ad Usengi (Kenya) dove intendeva realizzare una scuola secondaria.